# Phare de Flügge
Le phare de Flügge (en allemand : Leuchtturm Flügge) est un phare actif situé au sud-ouest de l'île de Fehmarn, dans l'arrondissement du Holstein-de-l'Est (Schleswig-Holstein), en Allemagne.
Il est géré par la WSV de Lübeck .

## Histoire
Le phare actuel de Flügge, construit en 1916, est situé à l'ouest du pont du Fehmarnsund. Avec le phare de Strukkamphuk il forme un feu directionnel pour la traversée du chenal de Fehmarn (de). Il a remplacé un phare érigé en 1872. Il est identique au phare de Neuland. Le phare a été électrifié en 1954. En cas de panne de courant, une génératrice d'urgence diesel est disponible.
La tour de briques fut entourée de panneaux de plastique rouge et blanc lors d'une rénovation en 1976-77. À partir du début de l'été 2009, les panneaux de plastique ont été retirés et la maçonnerie a été réhabilitée. Des défauts importants dans l'escalier de la tour ont été découverts et une rénovation a aussi été faite. Depuis l'automne 2010 la tour est redevenue à son état d'origine, en maçonnerie de briques jaune-rouge.
Le phare est le point de repère historique le mieux connu et le plus visité de Fehmarn. Placé au sud-ouest de l'île, près du village de Flügge, le site est ouvert quotidiennement du 1er avril jusqu'au 31 octobre, sauf les lundis.

## Description
Le phare , est une tour octogonale en brique de 37 m de haut, avec une double galerie et une haute lanterne circulaire. La tour est non peinte et la lanterne est rouge. Les bâtiments des anciens gardiens se trouvent à côté. Son feu à occultations émet, à une hauteur focale de 38 m, quatre longs éclats blanc, selon direction, de 2,5 secondes par période de 20 secondes. Sa portée est de 17 milles nautiques (environ 32 km).
Il possède aussi un feu fixe blanc, ajouté en 1977, dont la portée est de 25 milles nautiques (environ 46 km) guidant les navires venant du sud-est vers le pont.
Identifiant : ARLHS : FED-085 - Amirauté : C1288.1 - NGA : 3220.

## Caractéristiques dufeu maritime
Fréquence : 20 secondes (W-W-W-W)
- Lumière : 2,5 secondes
- Obscurité : 1,5 seconde
- Lumière : 2,5 secondes
- Obscurité : 5,5 secondes

|             |
| Île Fehmarn |

|          |
| Le phare |

|            |
| Lalanterne |

### Lien connexe
- Liste des phares en Allemagne